# Aidan Burley
Pour les articles homonymes, voir Burley.
Aidan Burley, né le 22 janvier 1979 à Auckland (Nouvelle-Zélande), est un homme politique britannique, membre du Parti conservateur.

## Biographie
Aidan Burley est élu le 6 mai 2010, à la Chambre des communes sous l'étiquette du Parti conservateur britannique.

## Controverse
Le 3 décembre 2011, alors qu'il dînait avec ses amis dans un restaurant de Val Thorens en Savoie, la Fondue, l'un de ses convives était déguisé en SS tandis que les autres entonnaient des chants hitlériens. Des membres du groupe on porté un toast au IIIème Reich.
Cet incident, intervenu pendant son mandat à la Chambre des communes, entraîna sa suspension de chargé de mission auprès du secrétaire aux Transports.
Aidan Burley exprima « son profond regret de ce qui s'était passé » en reconnaissant que le « comportement de ses invités était clairement inapproprié », avant d'ajouter « je suis extrêmement désolé du tort que j'aurais pu causer »,. Aidan Burley avait cependant loué personnellement l'uniforme d'officier SS avec un brassard portant une croix gammée.